# 明里不花
明里不花（?—?），元朝大臣，元武宗时中书平章政事。
元贞元年（1295年）担任江浙行省平章政事。在他的建议下，中书省、御史台议定从此之后监察御史廉访司有所按核，州县官员和本路、路官与宣慰司、宣慰司官与行省一起鞫问。大德十一年（1307年），元成宗驾崩，元武宗即位，入朝拜为中书省平章政事。